# ماساتو یامازاکی (بازیکن فوتبال، زاده ۱۹۹۰)
ماساتو یامازاکی (ژاپنی: 山﨑 正登؛ زادهٔ ۱۲ مهٔ ۱۹۹۰) یک بازیکن فوتبال اهل ژاپن است.
از باشگاه‌هایی که در آن بازی کرده‌است می‌توان به باشگاه فوتبال کاشیوا ریسول، باشگاه فوتبال فاگیانو اوکایاما، باشگاه فوتبال گیفو و باشگاه ورزشی یوکوهاما اشاره کرد.